# Raubvogelklasse
Als Raubvogelklasse werden die fünf ehemals auf dem Bodensee von der Deutschen Bundesbahn (DB) genutzten Motorboote bezeichnet. Die ersten vier Boote wurden 1953 in Dienst gestellt und dienten als Ergänzung zu den beiden Omnibusbooten Forelle und Hecht und dem kleinen Motorboot Woge. Sie erhielten die Namen Adler, Falke, Habicht und Sperber. 1957 folgte noch ein fünftes Boot, das den Namen Milan erhielt. Alle fünf Boote wurden von der Bodan-Werft in Kressbronn erbaut.
Da die Boote für den heutigen Ausflugsverkehr zu klein wurden, wurden sie zwischen 1981 und 2004 verkauft. Sie sind noch erhalten, fahren aber nicht mehr alle auf dem Bodensee.

## Vorgeschichte
Die Geschichte der Raubvogelklasse begann bereits 1920, als die neu gegründete Deutsche Reichsbahn die Länderbahnen von Bayern, Württemberg und Baden übernahm. Damit kamen auch die von den Länderbahnen betriebenen Passagierschiffe auf dem Bodensee in den Geschäftsbereich der Reichsbahn.
Zu den großen Linienschiffen beschaffte die Reichsbahn für den Lokalverkehr und dem zunehmenden Tourismus auch mehrere kleine Motorboote, siehe die Passagiermotorboote der Deutschen Reichsbahn auf dem Bodensee. Die Erfahrungen und der Erfolg der Passagiermotorboote waren die Grundlage für die Deutsche Bundesbahn als Nachfolgerin der Reichsbahn, die Raubvogelklasse zu beschaffen.

### MB Woge
Die DB beschaffte die Schiffe der Raubvogelklasse als Ergänzung zum kleinen, 1938 gebauten Motorboot Woge, das 1953 im Hafen Konstanz für den Lokal- und Ausflugsverkehr stationiert wurde. Da die neueren Motorboote Falke und Sperber den Bedarf abdeckten, wurde die Woge 1961 nach Döttingen an der unteren Aare verkauft. Später war das Boot als Partyschiff unterwegs, wozu es auf einem Sattelauflieger installiert war.
| Daten:                               | Daten:              | Daten:                     |
| ------------------------------------ | ------------------- | -------------------------- |
| Baujahr: 1938                        | Länge: 14,00 m      | Geschwindigkeit: 16,0 km/h |
| Erbauer: Bootsbau Martin, Radolfzell | Breite: 3,20 m      | Maschinenleistung: 80 PS   |
| Indienststellung: 1953               | Tiefgang: ?         | Kapazität: 18 Personen     |
| Heimathafen: Konstanz                | Verdrängung: 16,0 t | Verbleib: 1961 verkauft    |

## Geschichte der einzelnen Boote

### MB Adler
Die Adler wurde 1953 bei ihrer Indienststellung in Lindau stationiert. Nebst teilweisen Einsätzen im Lokalverkehr wurde sie meistens für Rund- und Sonderfahrten verwendet. Nachdem die Kapazitäten der Adler und der Wasserburg nicht mehr ausreichten, erhielt der Hafen Lindau 1989 die bis dahin in Konstanz beheimatete Mainau und die Adler kam nach Konstanz. 1994 wurde sie verkauft und liegt heute als Privatyacht Aura in Marbach an der Donau. Als Ersatz für die Adler und die im gleichen Jahr ausgemusterte Meersburg wurde die Königin Katharina in Dienst gestellt.

### MB Falke
Die Falke war nach der Woge das zweite neue Boot, das der Hafen Konstanz erhielt und das die im Krieg verloren gegangene Adler ersetzte. Sie wurde neben Einsätzen im Konstanzer Trichter auch für Sonderfahrten auf dem Ober-, Unter- und Überlinger See verwendet. Als die DB 1989 die Adler in Konstanz mit der Mainau in Lindau austauschte und die  Uhldingen für den Hafen Konstanz beschaffte, wurde die Falke im November 1989 an den Wolfgangsee nach Österreich verkauft und in Schafberg (Berg im Salzkammergut) umbenannt. Nachdem dort die Österreichischen Bundesbahnen (ÖBB) das Schiff nicht einsetzten, wurde es 1995 an den Mondsee weiterverkauft. Am 21. Dezember 2009 erfolgte die Verlegung an die Donau, wo das Schiff ab Obermühl verkehrt.

### MB Habicht
Die Habicht wurde dem Hafen Friedrichshafen zugeteilt, der nach der Hecht im gleichen Jahr ein weiteres Motorboot erhielt. Auch die Habicht wurde hauptsächlich für Rund- und Ausflugsfahrten eingesetzt. Nachdem die Ausflugsfahrten mit den kleinen Booten in den 1980er Jahren stark zurückgegangen waren, wurde die Habicht an den Vierwaldstättersee verkauft, wo sie unter dem Namen Wilhelm Tell verkehrte. Der Hafen Friedrichshafen erhielt nach dem Verkauf der Habicht kein neues Motorboot, da das MS Friedrichshafen für die Rundfahrten ausreichte.

### MB Sperber
Die Sperber wurde wie die Falke im Hafen Konstanz stationiert, der zusammen mit der Woge über drei Ausflugsboote verfügte. Die Sperber wurde hauptsächlich für Rundfahrten auf dem Untersee und dem Überlinger See eingesetzt. Nachdem die DB für Ausflugsfahrten die Mainau aus privater Hand kaufte, musterte sie die Sperber 1981 als erstes Boot der Raubvogelklasse aus und verkaufte es an den Vierwaldstätter See, wo es in Brisen (Gipfel in den Urner Alpen) umbenannt wurde. Am 27. Januar 1993 wurde es an einen niederländischen Eigner verkauft. Es ist in Essen stationiert und verkehrt auf den Wasserwegen von Rhein und Ruhr.

### MB Milan (ab 1984 MB Wasserburg)
Mit der Milan verfügte der Hafen Lindau 1957 über vier Motorboote und hatte damit die größte Motorbootflotte aller deutschen Bodenseehäfen. Die Milan wurde anlässlich der 1200-Jahr-Feier der bayrischen Bodenseegemeinde Wasserburg auf den Namen Wasserburg umgetauft. Sie war das letzte der fünf Raubvogelklasse-Boote auf dem Bodensee, nachdem 1990 und 1995 die restlichen dieser Boote veräußert worden waren. Im Jahr 2002 wurde die Wasserburg zum Verkauf ausgeschrieben und kam 2004 an den Vierwaldstättersee.